# Pseudonortonia crassipunctata
Pseudonortonia crassipunctata är en stekelart som beskrevs av Gusenleitner 2001. Pseudonortonia crassipunctata ingår i släktet Pseudonortonia och familjen Eumenidae. Inga underarter finns listade i Catalogue of Life.